# 加利萊烏峰

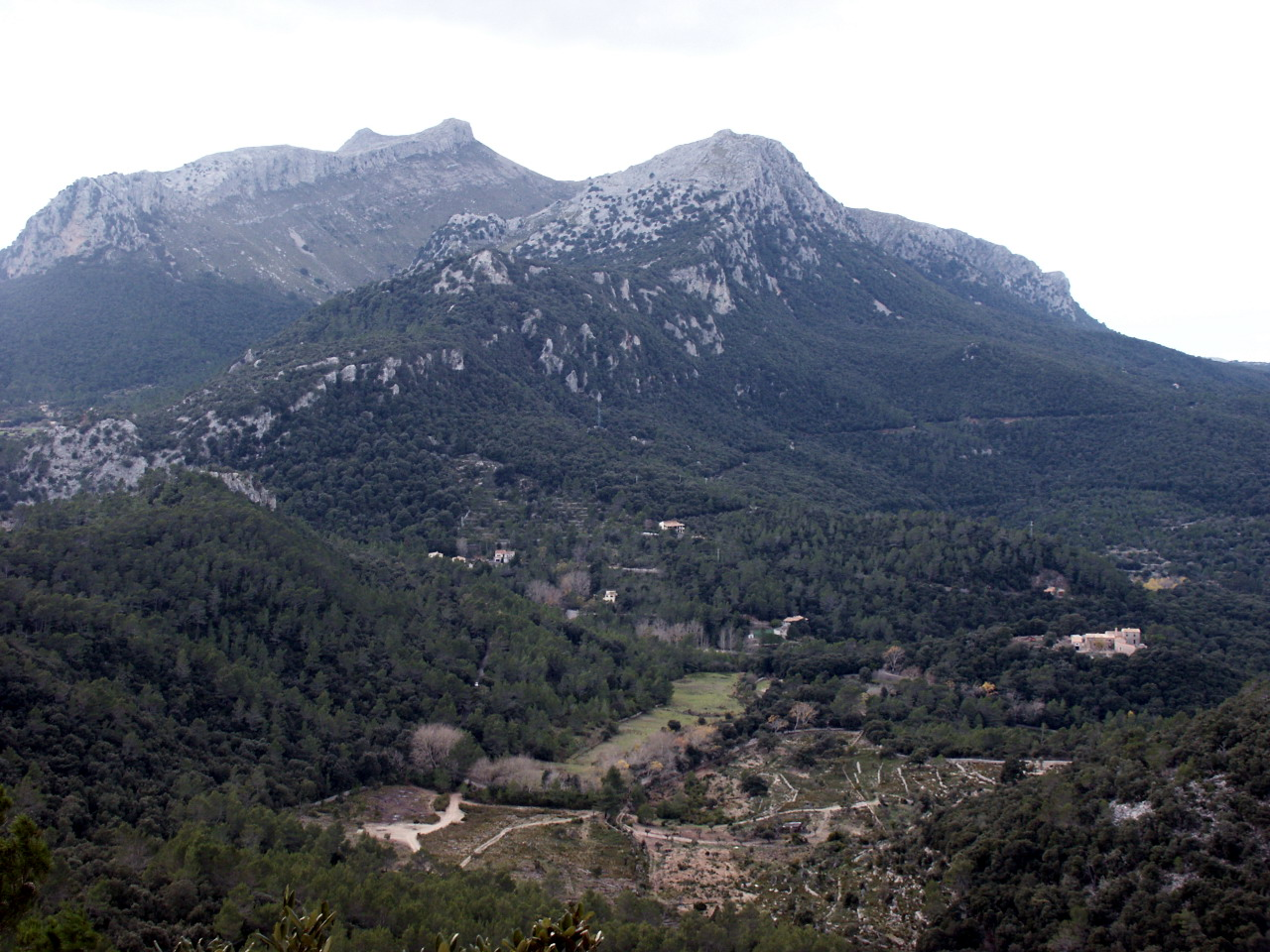

加利萊烏峰（西班牙語：Puig d'en Galileu），是西班牙的山峰，位於巴利阿里群島的馬略卡島，屬於特拉蒙塔納山脈的一部分，海拔高度1,181米，是該島的第二高峰。